# دم‌بادبزنی ساموآیی
دم‌بادبزنی ساموآیی (نام علمی: Rhipidura nebulosa) نام یک گونه از سرده دم‌بادبزنی است.